# Лимож
Лимо́ж (фр. Limoges [li'mɔʒ], окс. Limòtges) — город и коммуна на юго-западе Франции, префектура департамента Верхняя Вьенна региона Новая Аквитания.
Находясь в эпоху средневековья под благотворным культурным влиянием аббатства Святого Марциала, Лимож, сохраняя верность традициям Праздника чествования святых, всё чаще называется «красным городом» и «Римом социализма», благодаря регулярному голосованию жителей за представителей «левых сил» и волнениям рабочих, регулярно проходивших здесь на протяжении XIX столетия и в начале XX века.
Численность населения Лиможа, включая муниципальный округ, составляет примерно 280 000 человек.
Являясь городом долгих традиций скотоводства (лимузенская порода коров) и штаб-квартирой мирового лидера в сфере электрического оборудования для промышленных объектов, Лимож не менее известен в качестве крупного центра индустрии роскоши. Лимож провозглашён «столицей огненных ремёсел» Франции, поскольку вплоть до наших дней в городе размещаются великие фарфоровые дома, художественные мастерские, изготавливающие выемчатую эмаль и витражи, а также развивается Кластер конкурентоспособности в сфере промышленной и технической керамики.
Расположенный в западных предгорьях Центрального массива, Лимож стоит на обоих берегах реки Вьенна, и на этом месте в древние времена находилась первая переправа через Вьенну. Город занимает площадь в 78 квадратных километров и окружён лимузенскими аграрными районами.
Лимож имеет национальный статус «города искусств и истории» начиная с 2008 года, гордится своим баскетбольным клубом КСП Лимож и является третьим, после Тулузы и Бордо, урбанистическим центром так называемого Большого французского юго-запада.

## География

### Местоположение
Лежащий в западных предгорьях Центрального массива, Лимож находится в 141,6 км к западу от Клермон-Феррана и в 183,3 км от побережья Атлантического океана (Марен). Расположенный в 346,3 км южнее Парижа, Лимож находится в 180,5 км северо-восточнее Бордо и в 248,4 км севернее Тулузы.

### Гидрография

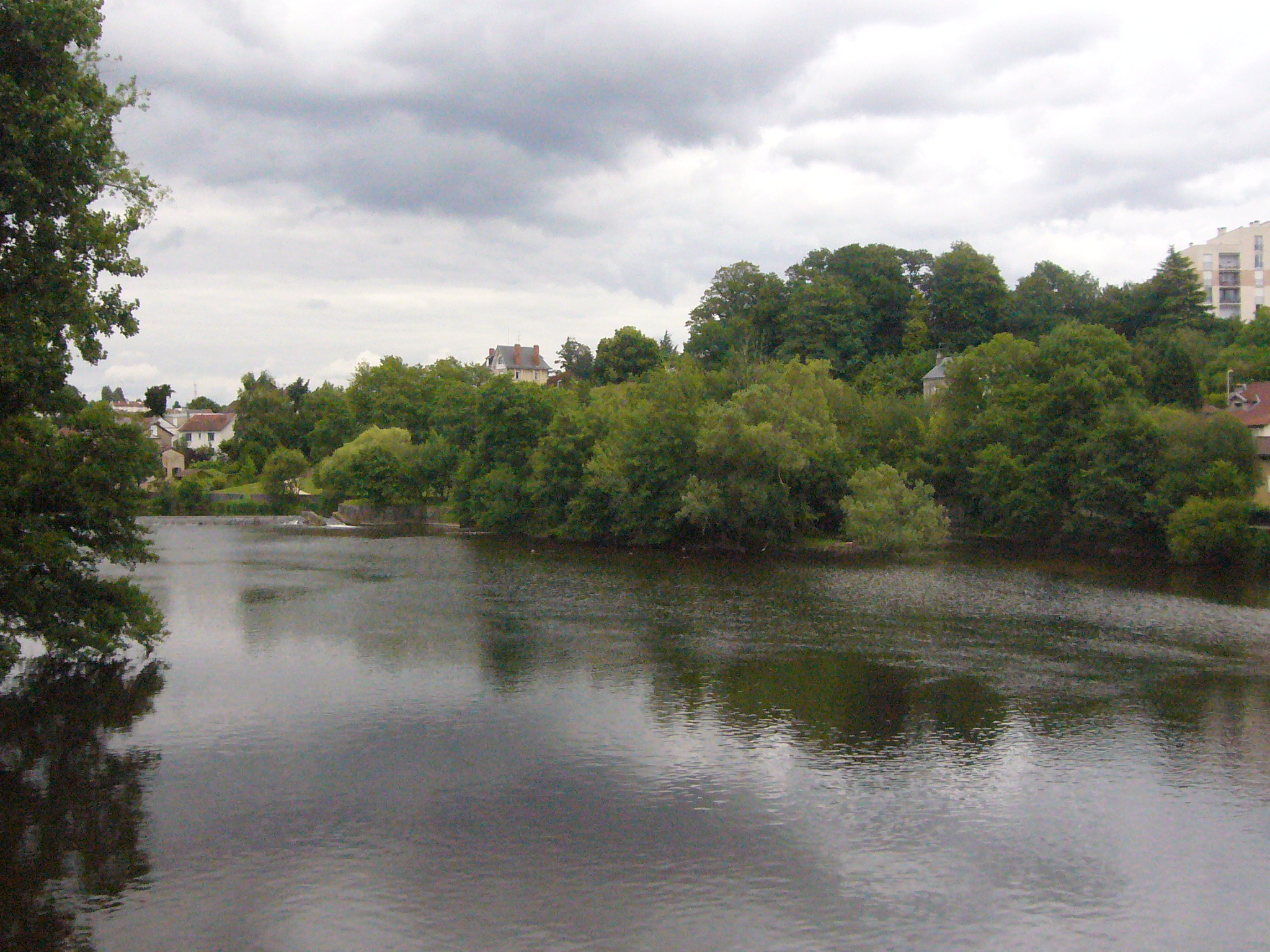
Вьенна в городской черте Лиможа

Лимож является самым крупным городом в русле реки Вьенны, которая принадлежит водному бассейну Луары. Город построен преимущественно на правом берегу Вьенны. Вьенна закрыта для пассажирского и транспортного судоходства, и поэтому не указана в Схеме навигационных путей Франции.
Примечательно, что в условиях отсутствия существенного водоносного горизонта, несмотря на сложившийся образ Лимузена как «водонапорной башни» Франции, Лимож снабжается питьевой водой из водохранилища, а не из подземных источников, что исключает попадание радона в питьевую воду. Сеть R RESOUPLIM обеспечивает в Лиможе наблюдение за объёмом грунтовых вод.

### Климат
| Показатель                    | Янв.  | Фев. | Март | Апр. | Май  | Июнь | Июль | Авг. | Сен. | Окт. | Нояб. | Дек.  | Год   |
| ----------------------------- | ----- | ---- | ---- | ---- | ---- | ---- | ---- | ---- | ---- | ---- | ----- | ----- | ----- |
| Абсолютный максимум, °C       | 17,0  | 22   | 24,7 | 27,2 | 29,8 | 35,7 | 37,3 | 37,2 | 32,6 | 27,3 | 22,9  | 18,3  | 37,3  |
| Средний суточный максимум, °C | 6,9   | 8,3  | 11,7 | 14,1 | 18   | 21,4 | 23,9 | 23,8 | 20,4 | 16,1 | 10,4  | 7,6   | 15,2  |
| Средняя температура, °C       | 4,2   | 5    | 7,8  | 10   | 13,7 | 17   | 19,2 | 19,1 | 16   | 12,5 | 7,4   | 4,9   | 11,4  |
| Средний суточный минимум, °C  | 1,5   | 1,7  | 3,9  | 5,9  | 9,5  | 12,6 | 14,6 | 14,5 | 11,7 | 9    | 4,5   | 2,2   | 7,7   |
| Абсолютный минимум, °C        | −17,3 | −15  | −9,6 | −4,7 | −0,6 | 4    | 7,2  | 5,4  | 2,6  | −2,6 | −7,2  | −10,6 | −17,3 |
| Норма осадков, мм             | 92    | 80   | 79   | 91   | 96   | 76   | 66   | 75   | 74   | 93   | 101   | 100   | 1023  |
| Источник: Infoclimat          |       |      |      |      |      |      |      |      |      |      |       |       |       |

## История

### Античный период
Названный по имени галльского племени лемовисов, чья столица вероятно располагалась в оппидуме Вильжубер (возле современной коммуны Сен-Дени-де-Мюр), Лимож был основан римлянами более 2000 лет назад. Поселение было основано в 10 году до н. э. в эпоху римского императора Октавиана Августа в ходе большой реформы галльских поселений и провинций Римской Империи.
Эта новая столица лемовисов, поначалу имевшая имя Августоритум (от лат. — переправа Августа), была создана на месте небольшого галльского поселения, стоявшего у переправы через Вьенну. Город был расположен на пересечении Агриппиевой дороги, соединявшей современный Лион с Сентом, и дороги Аварик Толоса, соединявшей современный Бурж с Тулузой. Августоритум располагал более крупной римской ареной чем Арль или Ним, а его термы считались самыми роскошными во всей Аквитании. Город был распланирован в виде параллельных улиц, проходящих с юго-востока на северо-запад пересекаясь под прямым углом другой сетью параллельных улиц, проходящих с северо-востока на юго-запад. Такая прямоугольная сетка являлась традиционной схемой градостроительства у древних римлян.
В настоящие время в городе осталось крайне мало видимых остатков галло-романской эпохи, по большей части они разрушены или закопаны. К примеру, амфитеатр (конец I века) спрятан под садом Орсе, чья площадь составляет 1,5 гектара. Театр расположен на набережной Вьенны, ниже набережной Святого Марциала и площади place Sainte-Félicité. Термы (II век), скрытые под площадью place des Jacobins, были почти полностью разрушены при сооружении подземной парковки. Новые термы (период Византийской империи) находятся под Епископскими садами. Древний форум, имевший ширину 100 метров и длину более 300 метров, и находившийся в центре квартала cité, сейчас находится под площадью place de l’Hôtel de ville. Несмотря на легенды, сообщающие о существовании здесь в античности храмов, посвящённых Венере, Диане, Минерве и Юпитеру на месте современного кафедрального собора, до сего дня не найдено никаких признаков святилища или галло-романского храма. Однако значимость античных остатков показывает, что Августоритум был важным галло-романским городом, роль которого ещё не исследована и не оценена.
Лимож считается одним из старейших очагов христианства в Галлии. Не позже 250 года в город прибыл из Рима Марциал Лиможский вместе с двумя спутниками, Альпинием и Австриклинием, для проповедования Евангелия. Он стал первым епископом Лиможа. Марциал обратил в христианство Святую Валерию, дочь Леокадиуса, римского проконсула и губернатора Аквитании. Преемником Марциала, в качестве епископа нового диоцеза, стал Святой Аврелий, который в средние века стал святым покровителем гильдии мясников Лиможа.
Начиная с III века и до конца IV века, жители Августоритума постепенно покидали часть города, позднее названная «le Château». Причиной этого послужили участившиеся набеги германских племён. Население города переместилось в укрепленный район на холме Сент-Этьен, где в средние века был возведён собор св. Стефана. Впоследствии этот район получил название «la Cité».

### Средневековье
В начале VI века Августоритум получает имя Лимож и появляется ещё один городской район, позже названный le Château. Этот район строился вокруг соседнего некрополя, находившегося немного северо-западнее, где был похоронен Марциал, первый епископ Лиможа, гробницу которого обязался сохранить Святой Луп.
В начале VIII века, когда майордом франков Карл Мартелл остановил под Пуатье вторжение мусульман, франки овладели Лимузеном и осадили Лимож. Под владычеством франков Лимож и весь регион извлёк немалую пользу от назначения своего знаменитого уроженца, золотых дел мастера Элигия, будущего святого Элигия, казначеем короля меровингов Дагоберта I.
В сентябре 832 года, сын Карла Великого император Людовик I Благочестивый, принудил знатных вельмож Аквитании единодушно избрать королём своего 9-летнего сына Карла (будущего Карла II Лысого), в ходе Генеральной Ассамблеи, созванной в загородном дворце Жокундиак (современная коммуна Ле-Пале-сюр-Вьенн); император тогда желал наказать другого своего сына, короля Аквитании Пипина I. Соперничество Карла Лысого с Пипином I, а затем и с его сыном Пипином II, продолжалось до 850-х годов. В 855 году Карл Лысый решил назначить королём Аквитании своего второго сына Карла III Дитя. Церемония коронации и помазания проходила в базилике Совёр недалеко от усыпальницы святого Марциала.
Разграбленный в 862 году викингами под предводительством Гастинга, Лимож развивался как двойной город, поделённый на район Cité, где властвовали епископы, и район Château, где сначала обитали монахи, охранявшие гробницу Марциала Лиможского, а затем властвовали виконты Лиможские.
В 994 году в регионе случилась эпидемия эрготизма и была совершена церемония чествования святых, после которой Марциал Лиможский, по инициативе проповедника Адемара Шабанского, получил апостольское признание на церковных соборах в Лиможе в 1029 и 1031 годах. Помещённый в ранг апостолов, святой Марциал вызвал появление большого числа паломников, прибывавших в аббатство и в сам город. Позже, в XVII веке, было доказано, что Адемар Шабанский сфабриковал свидетельства принадлежности Марциала к числу апостолов и в начале XX века от этой теории отказались окончательно и, таким образом, Марциал Лиможский более не причисляется к числу двенадцати апостолов.
В Лиможе проходила третья часть, Lemovicensia concilia, Клермонского собора в 1095 году. Именно на этом церковном соборе была произнесена Клермонская речь, в которой папа Урбан II впервые проповедовал организацию Первого крестового похода с целью освобождения Святой земли.
В конце XI века и на протяжении первой половины XII века, слава Лиможа достигла своего апогея. Одна из основных причин известности Лиможа заключается в размещении у себя аббатства Святого Марциала, которое в ту историческую эпоху было важнейшим духовным центром, где создавались литературные, поэтические, художественные и музыкальные произведения средне-латинского мира. Именно здесь получило своё первое признание особое литургическое григорианское пение, появившееся в стенах известной школы Святого Марциала. В такой же мере Лимож грелся в лучах славы лимузенских трубадуров, благодаря которым лимузенское наречие стало художественным языком романского мира. Помимо этого, Лимож также стал знаменит благодаря высокому качеству производимых эмалей, а также производству роскошного текстиля золотой и серебряной парчи, получившему обобщенное название limogiatures.
Начиная с XII века, история Лиможа средних веков, бывшего одним из главных городов в приданом Алиеноры Аквитанской, развивалась параллельно событиям в войнах между Плантагенетами и Капетингами.
В 1172 году в Лиможе состоялась интронизация герцога Аквитании Ричарда Львиное Сердце. Церемония в Лиможе была устроена для соблюдения традиций коронации монархов Аквитании и ей предшествовала первая церемония, проведённая в Пуатье. Находясь во главе всей Империи Плантагенетов, король-рыцарь умирает в апреле 1199 года, получив тяжёлое ранение при осаде замка Шалю, отправившись в карательный поход против виконта Лиможского Эймара V.
В XIV столетии противостояние между королями Франции и королями Англии, удерживавшими Аквитанское герцогство, к которому принадлежал Лимож, достигло своей кульминации в ходе Столетней войны. В промежутке между двумя военными кампаниями, Лиможу требовалось обороняться от набегов вооруженных наёмников (фр. routiers) и брабантских бандитов (фр. brabançons). Во все времена Лимож был «двойным городом», разделённым на Cité и Château, и мещане (через своих консулов), епископы и виконты образовывали различные альянсы, в зависимости от текущих обстоятельств. Так, в 1370 году, квартал Cité открыл свои ворота войскам короля Франции, тогда как квартал Château сохранил верность королю Англии. Это обстоятельство стало поводом для Чёрного Принца устроить разграбление Лиможа в сентябре 1370 года.
1 июля 1463 года будущий король Людовик XI прибыл в Лимож и в ходе своего визита выдал жалованную грамоту, подтвердим тем самым привилегии, дарованные городу его предшественниками.

### Новое время
В XVI столетии, с окончанием периода средневековья, в истории Лиможа начался самый насыщенный событиями период. При Генрихе IV состоялось окончательное присоединение лиможских земель к королевскому домену. Присоединение Лиможского виконтства к землям короны произошло в 1589 году, путём наследования домом Альбре.

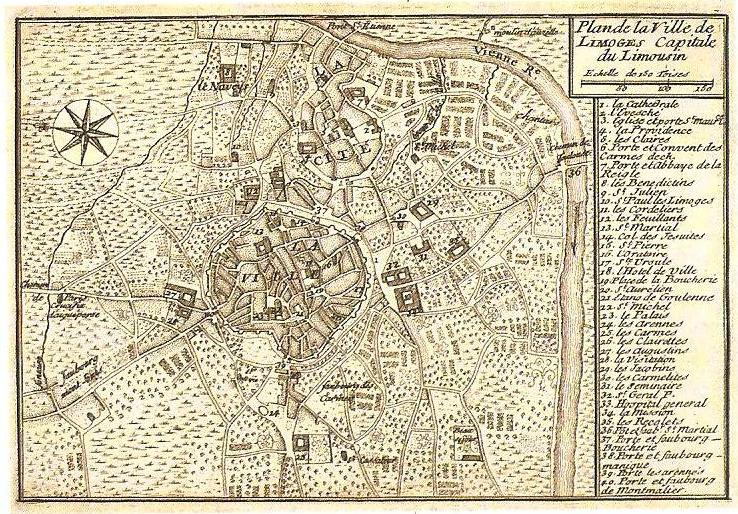
План города Лимож (1765 год)

Движение Реформации, овладевшее всеми землями Франции, мало затронуло Лимож. Миссионерская активность протестантов была слаба и доля населения, перешедшего в протестантство, оценивается всего лишь на уровне 10 %. В то же время, неприятности религиозных войн были в Лиможе незначительными. Благодаря деятельности городских консулов в Лиможе удалось избежать повторения резни Варфоломеевской ночи. Тем не менее, город ощутил на себе отголоски постоянных сражений, в которые были вовлечены знатные католики и протестанты в остальной части провинции. В этом противостоянии истощались урожаи и изнурялось местное крестьянство, что послужило поводом к возникновению на юге провинции, в Шалю, Орадуре, Сент-Ирье-ла-Перш и Сен-Леонар де Нобла, серии антифеодальных восстаний, названных Жакерией кроканов.
В XVII веке в городе получило большое влияние католическое движение Контрреформации. Было образовано шесть обществ кающихся грешников (чёрное, красное или пурпурное, и белое, в честь которых позже назовут улицы города, а также серое, синее и цвета опавшей листвы, в соответствии с цветом их одеяния). В этот период было основано множество женских обителей (визитанток, урсулинок и др.), а некоторые были разогнаны (бенедиктинцы, фельянтинцы и др.). Образование лиможской элиты было отдано на откуп коллежу иезуитов, и были возрождены Праздники чествования святых с большими красочными процессиями (в частности, шествие в праздник Тела и Крови Христовых). В городе насчитывалось около 40 монастырей. По мнению регионального историка Жана Леве, именно в эту эпоху Лимож получил прозвище «святой город». Между тем, в этот период времени путешественники стали сообщать о новой волне градостроительства в Лиможе; хотя, по сообщению французского географа и историка аббата Луи Кулона, Лимож был рыночным и густонаселённым городом, при этом грязным и плохо построенным, а его здания были в основном из дерева и земли.

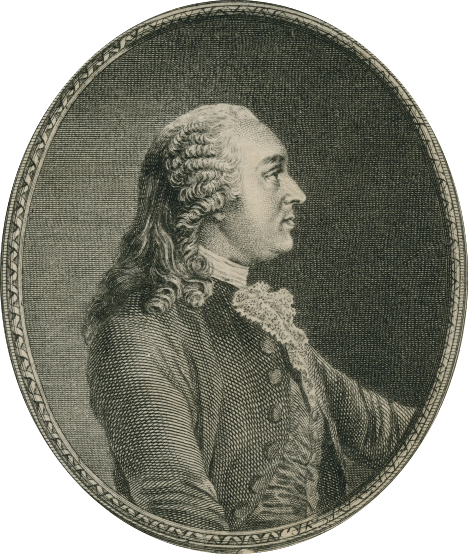
Интендант Тюрго, портрет работы Шарля Дюпена мл.

В XVIII столетии, интендант Тюрго существенно улучшил лимузенские дороги, оживил лиможскую экономику, поощряя создание и развитие промышленности, особенно текстильной и кожевенной. Но качественный рывок случился в 1765 году, когда в 40 километрах к югу от Лиможа было открыто месторождение каолина (возле поселения Сент-Ирье-ла-Перш). Так в Лиможе началось производство фарфоровых изделий.

### Современная история
В период французской революции в Лиможе не отмечено большого количества трагических событий. Хотя сообщалось об отдельных эпизодах всеобщей паники, известных как Великий страх. Как и везде во Франции, здесь проводились мероприятия по искоренению христианства, национализировалось церковное имущество, были закрыты большинство церквей и все монастыри. Священник, аббат Шаброль, был убит в ходе спонтанных беспорядков, а несколько других священников были казнены на гильотине. Одно из главных последствий революции имело для Лиможа территориальный характер, поскольку в 1792 году были окончательно объединены лиможские кварталы Cité и Château. Юридически, квартал Cité был поглощён кварталом Château и совокупное территориальное образование стало единой коммуной, в состав которой также вошли несколько других ближайших территорий.
В XIX веке, по мере развития промышленной революции и бурного роста числа мастерских и фабрик по производству текстиля, кожи, шляп, обуви и фарфора, структура населения Лиможа изменилась. Над ориентированными на сельский сезонный уклад жителями стали преобладать молодые рабочие, среди которые наблюдалось всё больше женщин. Как результат, возникло большое количество профессиональных объединений. Своим прозвищем, «красный город», Лимож обязан волнениям рабочих, прокатившихся здесь в конце XIX — начале XX века. Поначалу, в 1848 году, очень серьёзными бунтами были отмечены выборы в законодательные органы власти. В 1851 году Лимож противился государственному перевороту Луи Наполеона Бонапарта, будущего Наполеона III. Впоследствии город пережил в 1871 году недолгий, но очень трагичный эпизод Коммуны. Французская Всеобщая конфедерация труда была образована в Лиможе в 1895 году. И наконец, в апреле 1905 года, протестные акции против безграничных полномочий бригадиров, которыми были недовольны рабочие фарфоровых фабрик (в особенности на мануфактуре Haviland) и шляпных мануфактур (завод Beaulieu), вызвали массовые восстания рабочих.
Наивысшая точка развития промышленного сектора городской экономики пришлась на период с 1850 года по 1930-е годы, о чём свидетельствует создание больших фарфоровых заводов Haviland в 1852 году на месте современного Торгового центра Centre commercial Saint-Martial, а в 1892 году в квартале Mas-Loubier. Последний из этих заводов вскоре стал самой крупной фарфоровой фабрикой в городе, имея к 1907 году, 17 печей и 800 рабочих. Параллельно формированию этих крупных промышленных объектов в Лиможе развивалась сеть малых предприятий по изготовлению фарфоровых изделий, к примеру фабрика Labesse, где в период между 1873 и 1938 годами трудились 90 человек.
В эпоху Первой мировой войны, в Лиможе начиная с 1914 года был расквартирован 63 пехотный полк, в августе 1914 года преобразованный в 263 пехотный полк. После первых военных неудач Франции в начале Первой мировой войны, начальник французского Генерального штаба Жозеф Жоффр пришёл к выводу, что множество французских офицеров оказались некомпетенты и безразличны к судьбе армии. Он решил держать их на удалении от фронта и определил местом их службы 12 военный округ, штаб которого находился в Лиможе. Таким образом во Франции появился новый термин limoger означавший увольнение в отставку. Несмотря на то, что это слово прижилось во французских словарях, его связь с Лиможем является весьма относительной, поскольку из числа отставленных 150—200 старших офицеров (что составляло около 40 % всех старших офицеров французской армии), в Лиможский округ было направлено менее 20 офицеров.
В период Второй мировой войны немецкие войска 22 июня 1940 года подошли к Лиможу на расстояние 30 километров, когда правительство Петена запросило перемирие. Лимож и его окрестности до 1942 года находился в свободной зоне и принял множество беженцев из зон боевых действий, поначалу только детей, а затем и целые семьи, отправлявшиеся в эвакуацию. По улицам Лиможа прошло свыше 200000 беженцев. Несмотря на многочисленные группы лимузенских партизан маки, организовавших сопротивление фашистам в равнинной округе, обстановка в самом городе была относительно спокойной. Хотя евреи, чья община Страсбург—Лимож была одной из немногих хорошо организованных общин во Франции, попали в феврале 1943 года под облавы Гестапо. Потрясённый массовой резнёй, устроенной немецкими войсками в посёлке Орадур-сюр-Глан, и названный генералом де Голлем «столицей партизанского движения» в его выступлении 4 марта 1945 года, Лимож вышел из Второй мировой войны 21 августа 1944 года, освобождённый без какого-либо кровопролития силами французского Движения Сопротивления.
Начиная с 1945 года Лимож находится в стороне от заметных исторических или политических событий.

## Экономика
Традиционно были развиты коннозаводство, производство фарфора, сукна, полусукна, фланели, полушерстяных тканей, свечей, обуви и т. п. Город был важным складочным местом для товаров, идущих из Парижа в Южную Францию. В XIV—XVIII веках славился лимозинами — эмалированными вещами.

## Транспорт

### Железнодорожный транспорт
В Лиможе имеется два железнодорожных вокзала, которые эксплуатирует Национальная компания французских железных дорог (SNCF). Оба вокзала были построены в XIX веке. Самый крупный пассажиропоток проходит через Вокзал бенедиктинцев (фр. Gare de Limoges-Bénédictins), который обслуживает маршруты в Париж. Второй вокзал, Лимож—Монжови (фр. Gare de Limoges-Montjovis), обслуживает в основном туристов, направляющихся в сторону Атлантики, поэтому его иногда называют «Шарантским вокзалом».

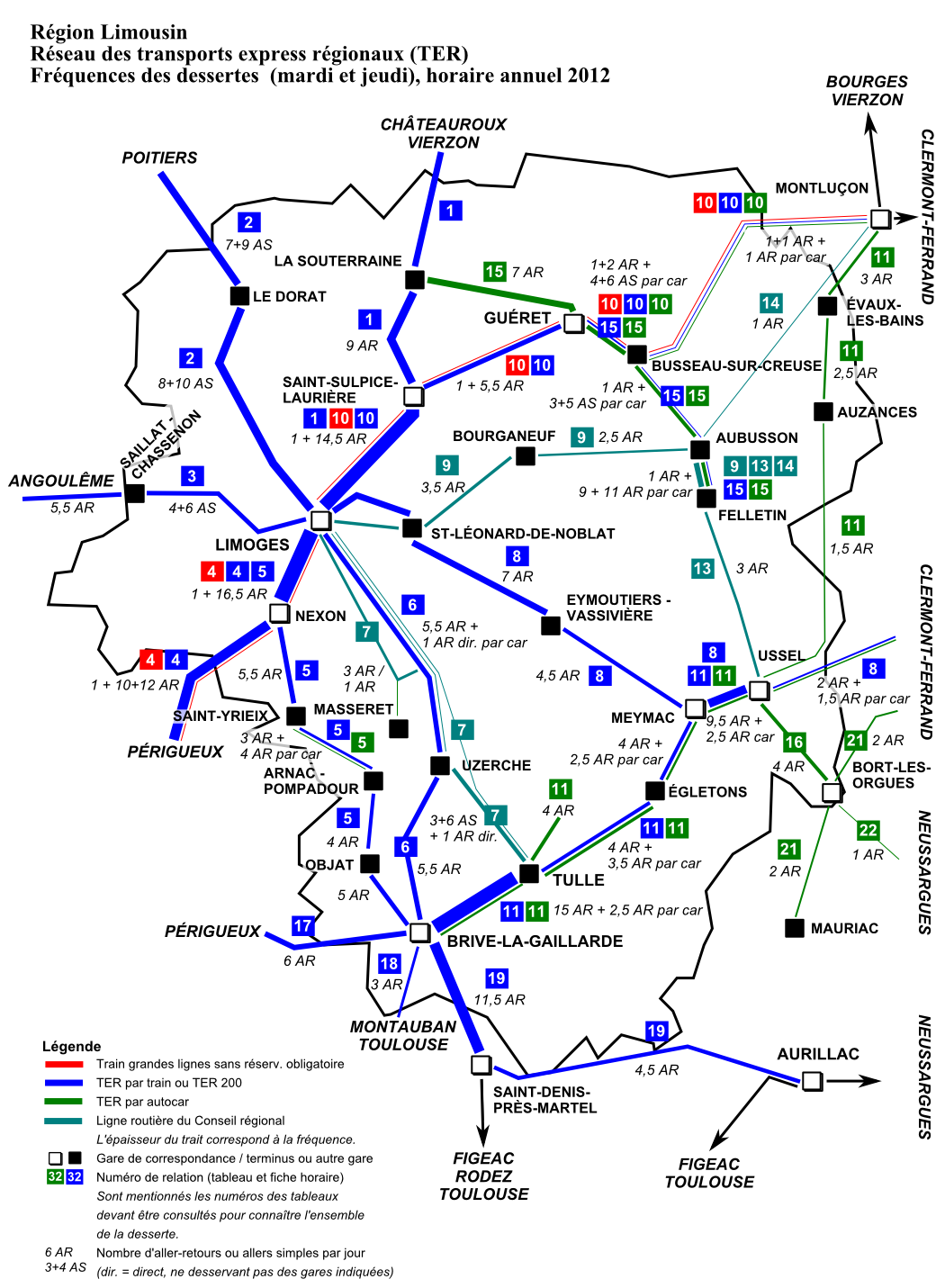
Сеть маршрутов TER Limousin

Пользуясь железнодорожным транспортом, требуется примерно 1,5 часа чтобы добраться до Пуатье, 2,5 часа длится поездка в Бордо, и через 3 часа можно оказаться в Париже на вокзале Аустерлиц. Для поездки в Тулузу потребуется 3,5 часа, около 4 часов нужно на дорогу в Клермон-Ферран и примерно 5 часов, чтобы добраться до Лиона.
Примечательно, что согласно специальному плану регионального взаимодействия «восток—запад», поддерживается железнодорожный маршрут Лион — Бордо, на котором почти каждый день можно совершить одну поездку «туда-обратно». Определённые надежды на увеличение пассажиропотока на этой линии связываются с «проектом Transline», который призван наладить железнодорожные перевозки (пассажирские и грузовые) между регионом Роны и атлантическим побережьем Франции.
Сеть регионального железнодорожного сообщения, TER Limousin, начавшая свою работу в 1986 году, использует в качестве базового вокзала Вокзал бенедиктинцев. Помимо 11 маршрутов междугородных автобусов (причем 4 маршрута обслуживаются по поручению Регионального совета Лимузена на принципах «делегирования общественных услуг»), сеть TER Limousin охватывает все годные к эксплуатации железнодорожные линии компании SNCF. Эта региональная сеть, совершая ежедневно 120 железнодорожных и автобусных рейсов, перевозит в среднем 6000 пассажиров в день, из которых 3800 пользуются абонементами. В этой региональной сети обслуживается 81 вокзал и железнодорожные станции, из которых 14 приспособлены для людей с ограниченными возможностями. Из 49 вагонов этой сети, 33 было введено в эксплуатацию после 2000 года.
Согласно проекту развития французских высокоскоростных железнодорожных магистралей (LGV), к 2016 году планируется открыть линию LGV между Пуатье и Лиможем для пассажирских перевозок.
Шарантский вокзал (вокзал Лимож—Монжови) обслуживает начиная с 26 апреля 1875 года маршрут Ангулем—Лимож. Через этот вокзал проходит небольшой поток пассажиров и после ввода в эксплуатацию ветки, соединяющей два лиможских вокзала в 1895 году, пассажиры предпочитают пользоваться Вокзалом бенедиктинцев.

### Городской транспорт

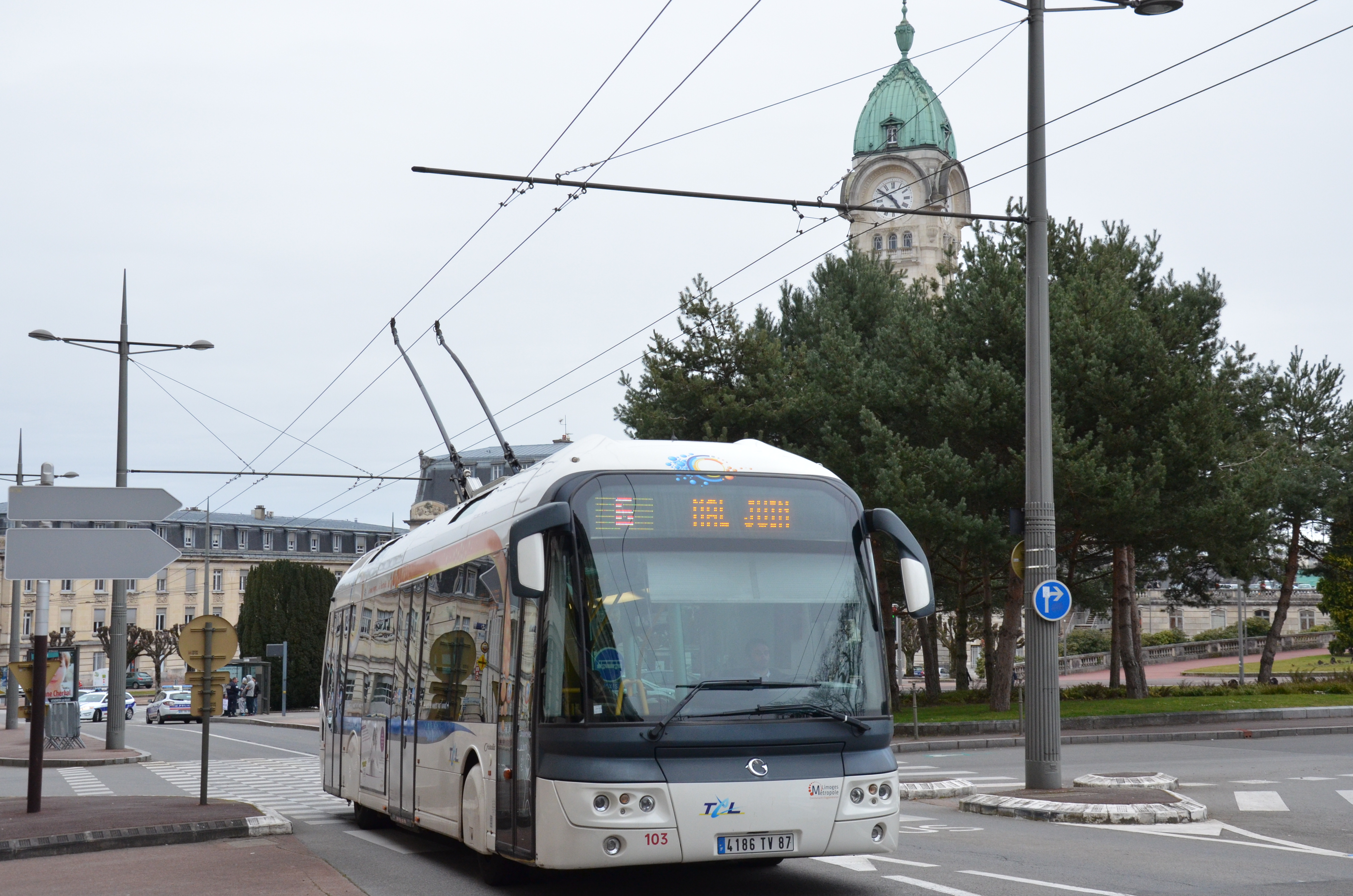
Троллейбус на маршруте в Лиможе

В Лиможе, начиная с 1897 года, существовала сеть трамвайных маршрутов. Однако, её эксплуатация была прекращена в 1951 году и на сегодняшний день в Лиможе функционирует сеть троллейбусных маршрутов. Примечательно, что Лимож является одним из трёх городов Франции (наряду с Лионом и Сент-Этьеном), где муниципальным транспортом является троллейбус.
Обслуживанием регулярных городских пассажирских маршрутов, пять из которых являются троллейбусными, занимается компания STCL (Общество муниципального транспорта Лиможа). Эта компания, помимо Лиможа, также обслуживает ряд других городов Верхней Вьенны.
Лимож является центром междугородней сети общественного транспорта «Haute-Vienne en Car», которой управляет Генеральный совет департамента Верхняя Вьенна. В Лиможе, в непосредственной близости от Вокзала бенедиктинцев, расположен интермодальный транспортный центр этой сети (CIEL). Из 35 маршрутов сети «Haute-Vienne en Car», 26 маршрутов сходятся в Лиможе. Сеть этих маршрутов покрывает почти всю территорию департамента, а непосредственные перевозки выполняются по принципу «делегирования общественных услуг» различными транспортными компаниями на условиях сохранения единых тарифов и визуального оформления транспортных средств. Эти тарифы являются паушальными и не зависят от расстояния поездки. Расписание маршрутов составлено таким образом, чтобы жители пригородных районов или сельских коммун имели возможность провести световой день в Лиможе. Частота маршрутов снижается в дни школьных каникул, а на период летних отпусков многие маршруты просто отменяются.

### Пешеходные маршруты
В Лиможе устроено множество пешеходных маршрутов в центральной части города. Так, например, имеется возможность выйдя с Рыночной площади (place Winston-Churchill), пройдя через площадь place d’Aine, далее по улице rue Monte-à-Regret и улице rue des Prisons, через площадь place du Présidial, дойти до исторического центра Лиможа и церкви Сен-Мишель-де-Льон, где хранятся мощи святого Марциала. Также имеются другие пешие маршруты в центре города, в квартале Cité, а также в многочисленных садах и парках Лиможа, открытых для свободного доступа.

## Историческое и культурное наследие

### Памятные места и туристические объекты
Лимож имеет статус города искусств и истории. Однако, долгое время город не имел охраняемых территорий и не заботился о сохранении своего исторического наследия. Начав с разрушений, вызванных неудачными градостроительными затеями 1970-х годов, в результате которых в городе появились уродливые архитектурные объекты, среди которых площадь Республики (фр. place de la République), современные жилые дома в самом сердце исторического центра, а также были утрачены ценные археологические объекты (например, термы якобинцев были разрушены при сооружении подземной парковки), разрушения памятников в городе продолжаются и в наши дни, исходя из корыстных соображений государственных строительных предприятий и девелоперских компаний, которые таким образом развивают туристическую отрасль в Лиможе. Некоторые памятники архитектурного наследия, к примеру резиденция «maison Laforest», ставшая последним местом обитания текстильных магнатов города, датированная XVIII веком, или городской бассейн для стирки белья в Сен-Лазар, несмотря на своё расположение в Зоне защиты архитектурного и природного наследия (ZPPAUP), периодически подвергаются частичному разрушению.
Тем не менее, многие жители Лиможа выступают за сохранение исторического наследия города, о чём свидетельствует петиция, поданная в августе 2012 года, ходатайствующая о защите и разработке важного археологического объекта в историческом городском центре.
В базе Мериме насчитывается 64 исторических памятника в Лиможе, из которых только 18 прошли процедуру классификации.

### Исторические монументы в центральной части города
В Лиможе находится множество религиозных сооружений, главными из которых являются собор Сент-Этьен, церковь Сен-Мишель-де-Льон, имеющая зальную архитектуру, характерную для владений Плантагенетов, и где со времён Французской революции хранятся мощи Святого Марциала, а также самая старая церковь города Сен-Пьер-дю-Квейруа, восстановленная в XIII и XIV веках.
Часовня Сент-Орельян, сооружённая в период между XIV и XVII веками, имеет небольшие размеры и расположена в самом сердце квартала мясников. В ней хранятся мощи второго лиможского епископа святого Аврелиана, духовного покровителя городской корпорации мясников.
Крипта святого Марциала датированная V веком, расположена на площади place de la République и открыта для посещений с 1 июля по 30 сентября. В крипте находится гробница Марциала, первого епископа Лиможского и духовного покровителя города, его двух спутников Альпиния и Австриклиния, а также легендарной святой Валерии. Обнаруженная в 1960-х годах в ходе работ по сооружению парковки у площади Республики, она и в начале XXI века остается маленькой частью площади. Изначально, многочисленные паломники посещали гробницу, что позволило возвести бенедиктинское аббатство Святого Марциала, благоденствие которого росло вместе с распространением его влияния на юго-запад Франции. В стенах аббатства были созданы великолепные рукописи, ныне хранящиеся во французской национальной библиотеке. В аббатстве и его окрестностях создавались самые прекрасные ювелирные изделия из драгоценных металлов эпохи Средневековья, получившие название лиможской эмали. Под покровительством аббатства начинались развиваться поэтические произведения на окситанском языке, а в его музыкальной школе, школе Святого Марциала, зародилась полифония. Аббатство было снесено в начале XIX века и в память о нём осталась только крипта.
Также в городе находятся великолепные французские особняки (отели), среди которых имеющие статус исторического памятника отель Этьенн-де-ла-Ривьер (фр. hôtel Estienne de la Rivière), возведённый в 1812 году, и отель Мальдан-де-Фейтья (фр. hôtel Maledent de Feytiat), построенный в 1639 году на фундаменте XV века.

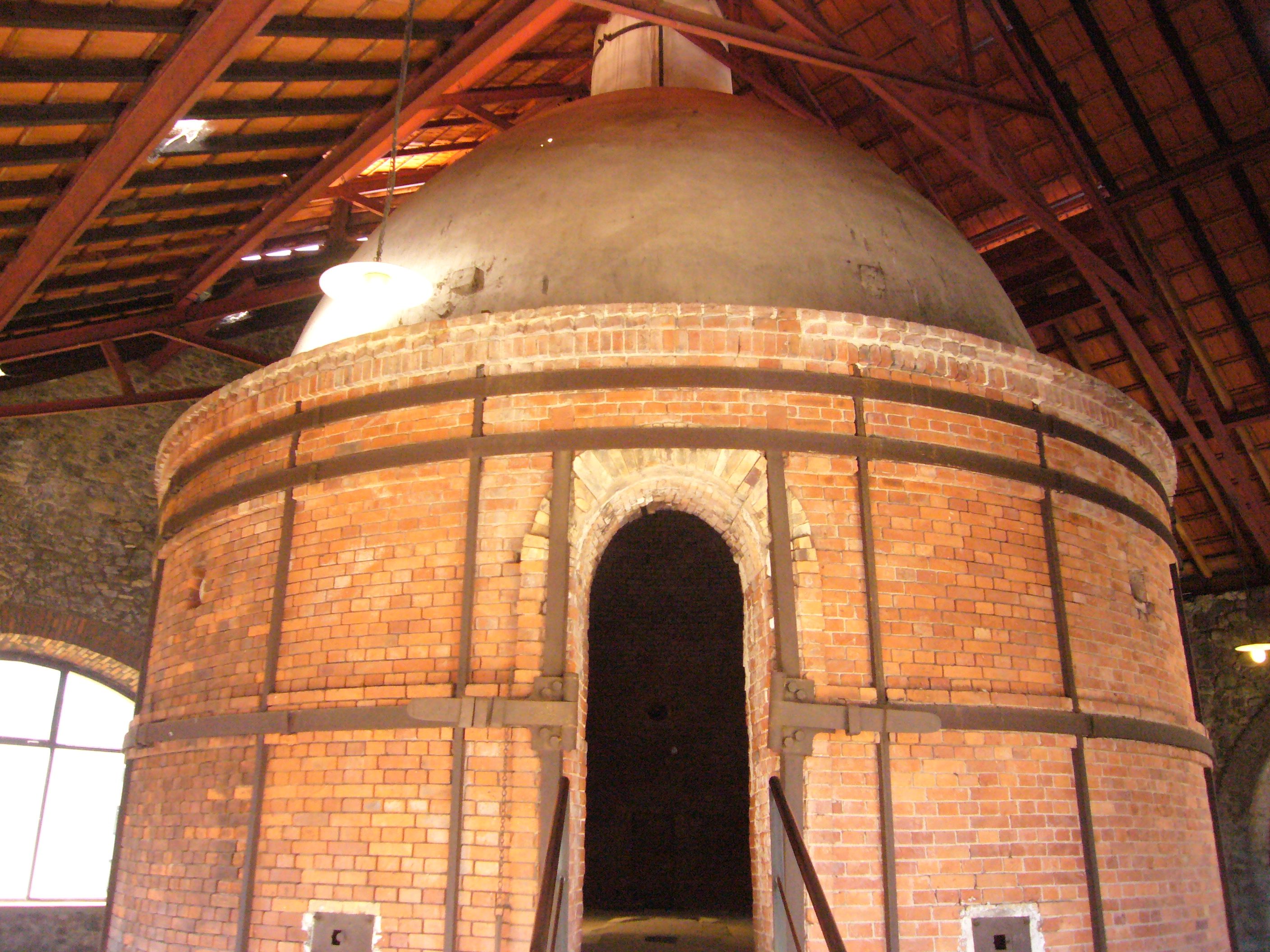
Печь Кассо для обжига фарфора

Памятником традиций фарфорового дела в Лиможе является печь Кассо (фр. four des Casseaux), бывшая в эксплуатации вплоть до 1955 года, и в наше время ставшая последним образцом печей для обжига фарфора периода XIX столетия, внесённая в реестр Исторических памятников.
Среди других сооружений, внесённых в реестр национальных Исторических памятников, можно отметить Лицей Гей-Люссак, старинный коллеж иезуитов, здание Центрального рынка, проектированное мастерской Гюстава Эйфеля, неоренессансное здание мэрии Лиможа с фонтаном из фарфора, павильон Вердюрье (фр. pavillon du Verdurier), изначально бывший холодильником для мяса, потом автовокзалом, а сейчас в нём устраиваются различные художественные экспозиции, и конечно Вокзал Бенедиктинцев, пышное сооружение с куполом и колокольней, возвышающееся над путями благодаря свайному основанию.

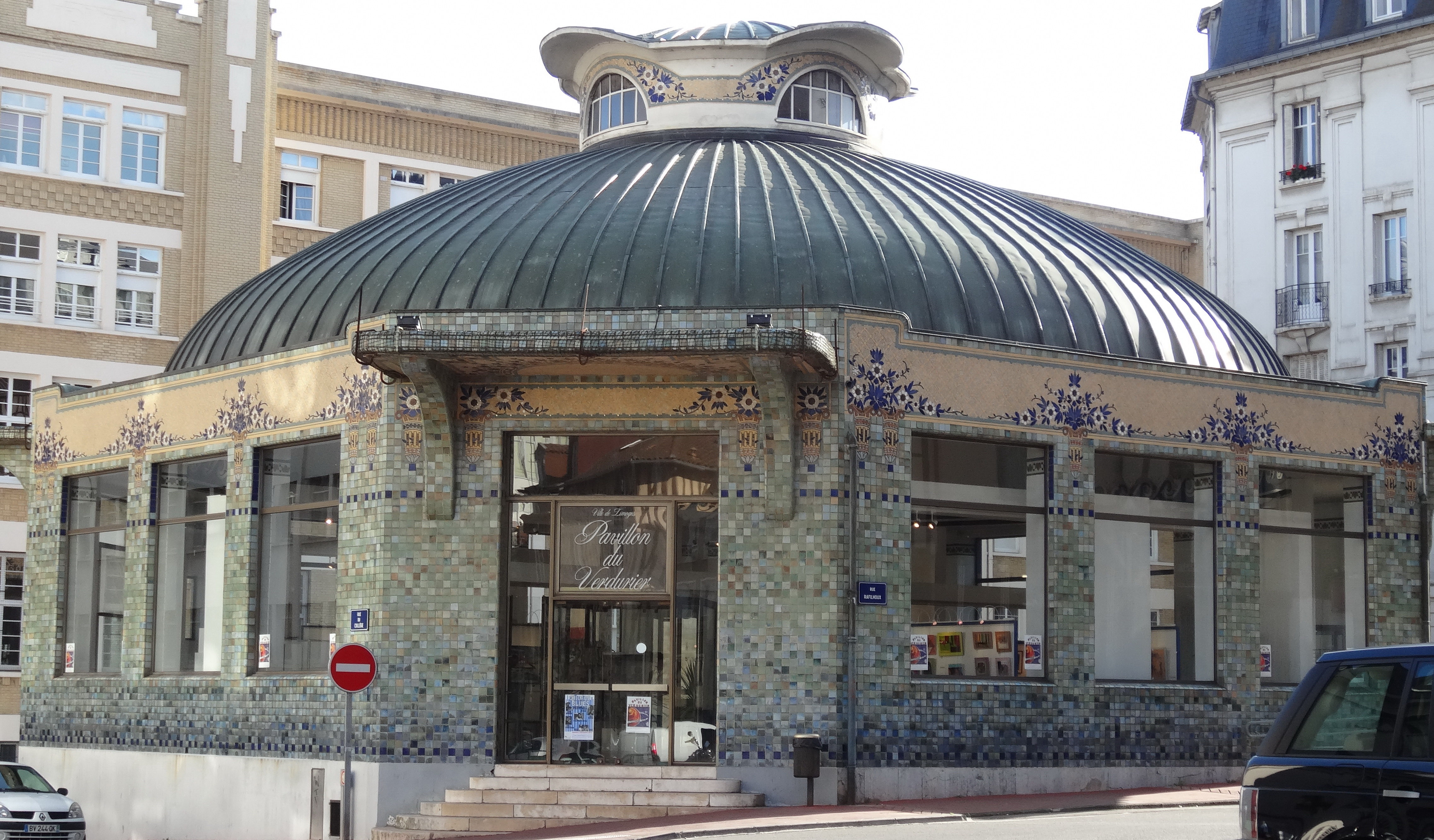
Павильон дю Вердюрье

Среди более современных зданий можно отметить Народный дом, открытый 7 июня 1936 года в день заключения «Соглашения Матиньона», положившего начало Лиможскому профсоюзному движению, и где находится местное отделение французской Всеобщей конфедерации труда и Мультимедийную библиотеку франкофонии, возведённую на месте старинного городского госпиталя XVII—XVIII веков, и которое считается очень важным местом археологических раскопок галло-романского периода.
Здания лицея Тюрго, школы профессиональной переподготовки Фере-дю-Лонгбуа, водонапорная башня Бобрай, гараж Дессань и национальная школа декоративного искусства, входят в список лиможских сооружений, включенных в реестр французского Министерства культуры «Наследие XX века».
Замок château de Fontgeaudrant, расположенный вблизи от городского центра, в наши дни входит в ассоциацию «Сельских домов Франции» и предлагает туристам ночлег и питание.
Замок château de Crochat находился в собственности господина де Леффе, инженера, руководившего строительством железной дороги Париж — Тулуза. Начиная с 1954 года замок принадлежит кармелитам.
Имение Жутен (фр. maison Jouxtens), также называемое шато Сен-Лазар по имени склона, на котором оно расположено, было сооружено в XVII веке. Из города видны его терраса и сады, занимающие площадь 1,2 гектара, спускающиеся по склону к Вьенне напротив епископских садов. Зарегистрированный с 1978 года как природный объект, он образует крупный зелёный массив на склоне Сен-Лазар, большая часть которого занята современными жилыми домами, в том числе прежнее сельское хозяйство, теперь присоединённое к имению. 21 августа 1944 года в этом доме была подписан акт о капитуляции немецких войск, занимавших Лимож, поскольку в то время он был собственностью Швейцарского консула и, по этой причине, считался нейтральным местом.

### Улицы и площади города

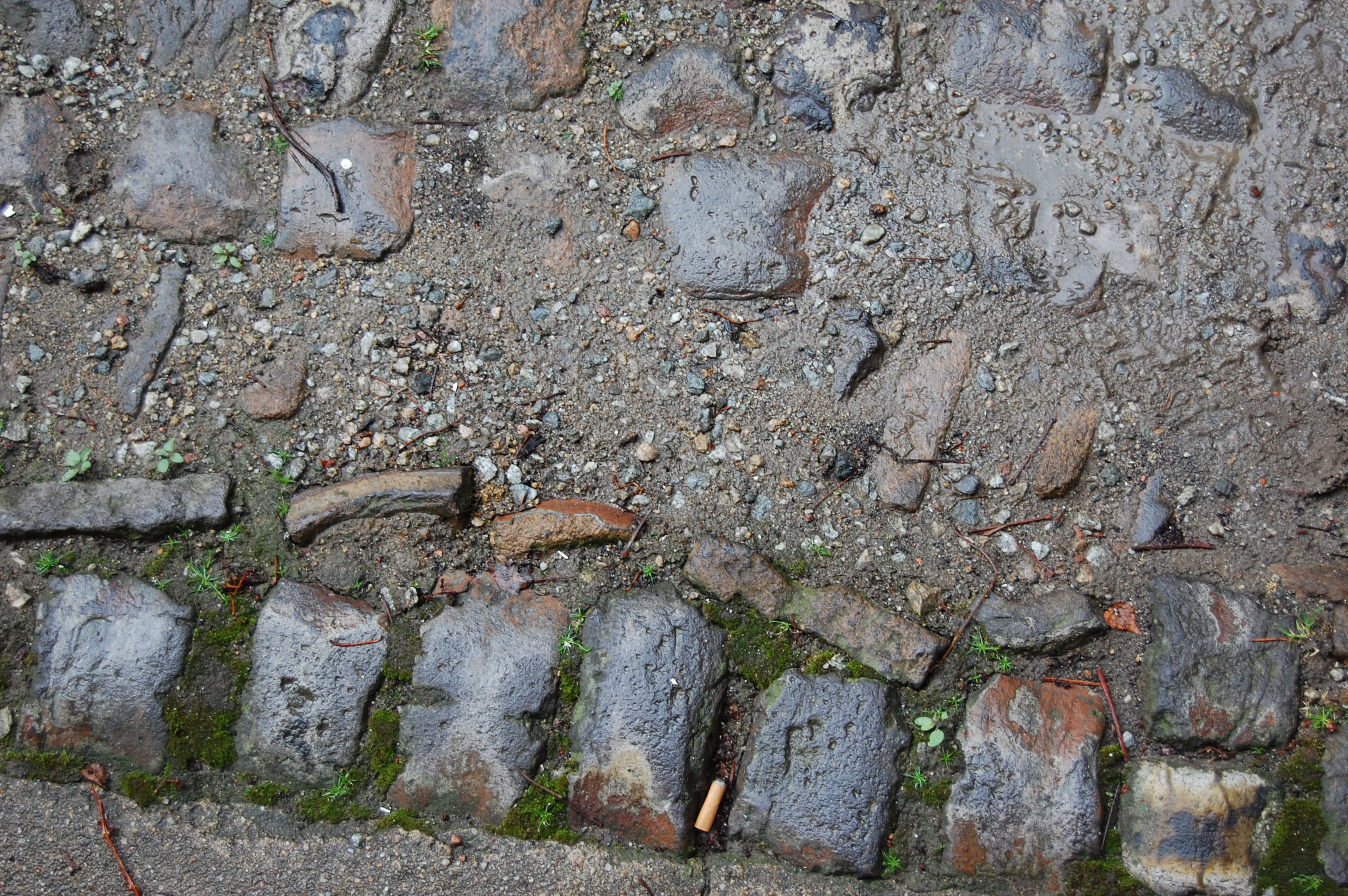
Мощение двора газеттой

В городе насчитывается несколько примечательных площадей, например, площадь Дени Дюссуба (фр. place Denis-Dussoubs), имеющая форму круга с жилыми домами красного кирпича, выстроенными по её кромке, или очень уютная площадь place Fontaine des Barres (XVII век) с её особняками XVII—XVIII веков. Храмовый двор (XVII век) окаймлён частными фахверковыми особняками, один из которых имеет колоннаду и деревянные стены. Особняки соединены открытыми итальянскими галереями и имеют лестницы в стиле Ренессанса. Мощение дворов некоторых жилых домов в историческом центре отражает принадлежность Лиможа к фарфоровой индустрии, поскольку выполнено из газетт, огнеупорных брусков, защищавших фарфоровые изделия во время их обжига в печах.
Среди живописных исторических кварталов города можно упомянуть квартал мясников (средневековье), где жили лиможские мясники и располагалась корпорация, заправлявшая всеми сторонами жизни этой улицы и профессии мясника. Квартал L’Abbessaille состоит из узких улочек, спускающихся к Вьенне, кафедрального собора и бульвара boulevard des Petits-Carmes. Этот средневековый квартал был пристанищем портовых работников и прачек.

### Подземелья и скрытые археологические объекты

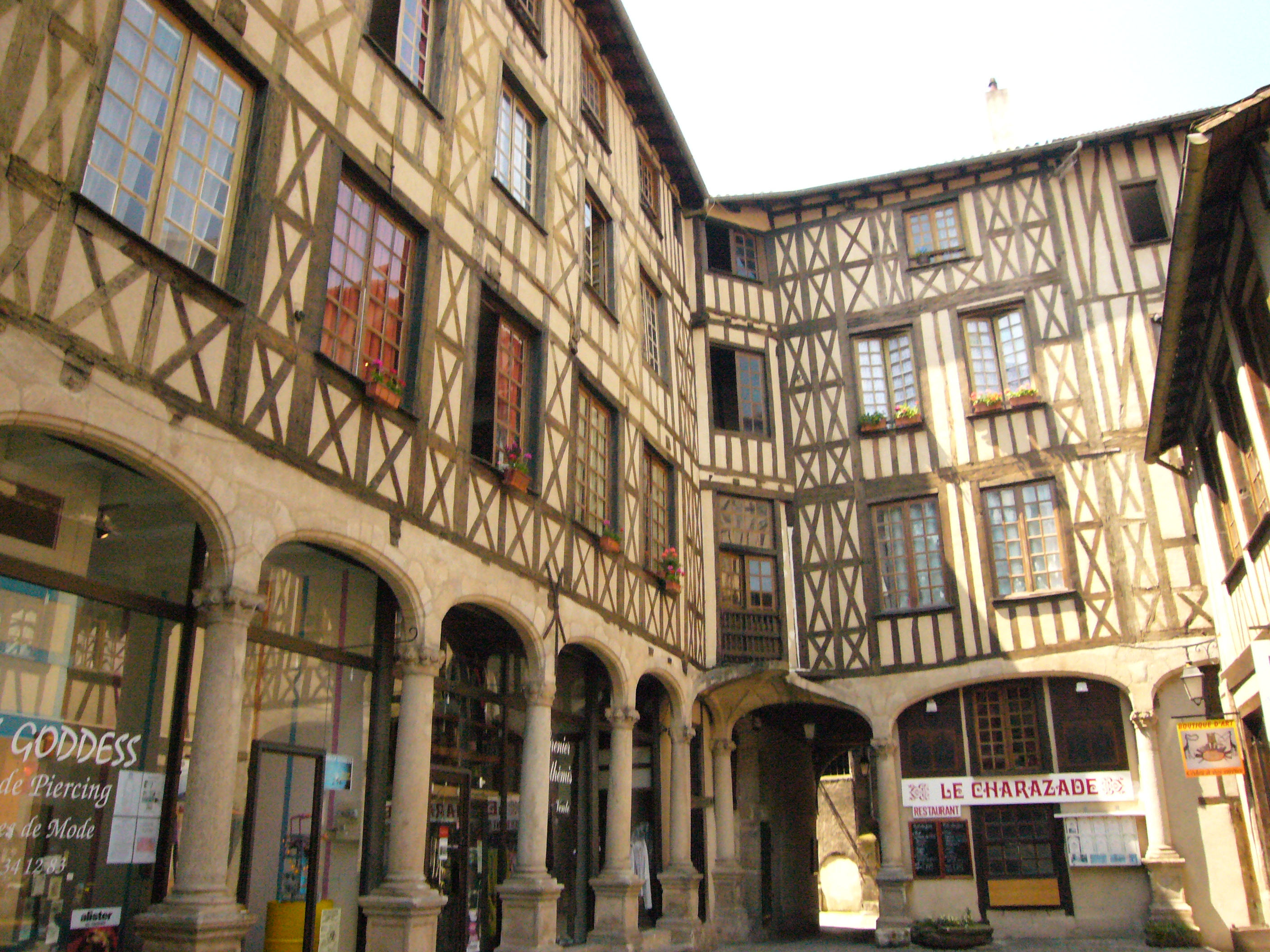
Храмовый двор

Подземелья Лиможа, сооружение которых заняло несколько веков, представляют собой сеть сводчатых подземелий, расположенных в двух-трёх уровнях, проходов, кладовых и акведуков, проложенных в туфе и обложенных кирпичом. За последние 30 лет число подземелий существенно сократилось по причине заброшенности и градостроительных работ. Множество подземелий было замуровано в ходе покупок и продаж стоящих над ними зданий, другие со временем обвалились или были разрушены при строительстве над ними зданий в ходе реализации программы реконструкции городских кварталов. Таким образом, в октябре 1983 года в ходе работ по укреплению почвы под улицей rue du Temple для последующего возведения жилых домов, были выполнены раскопки, позволившие обнаружить галло-римскую дорогу и несколько участков погребений периода Высокого Средневековья. Тем не менее, в результате этих работ были утрачены большие фрагменты сети подземелий. Городской офис по туризму организует регулярные посещения подземелий Règle.
Малозвестный раннехристианский баптистерий, датированный V веком, находился на месте современной площади place Saint-Étienne у северного входа в кафедральный собор. Прежде здесь была приходская церковь, закрытая в годы Французской революции.
Амфитеатр галло-римской эпохи, бывший одним из главных памятников древнего Августоритума и самым крупным амфитеатром в Галлии, посетить сейчас невозможно. Его остатки, раскопанные на время для изучения, сейчас снова погребены под садом Орсе чтобы избежать разрушений. Наличие поблизости улицы rue de l’Amphithéâtre, соединяющей площадь place Winston-Churchill с площадью place des Carmes, является единственным видимым свидетельством существования исторического памятника, классифицированного в 1968 году.
Также галло-римская вилла Brachaud, вероятно относящаяся к III веку, обнаруженная археологом Жан-Пьером Лусто, остаётся скрытой под землёй.

### Сады и парки
Лимож, по статистике располагающий 44 квадратными метрами зелёных насаждений на душу населения, находится среди самых озеленённых городов Франции. Город удостоен «четырёх цветков» (высший разряд) в реестре «цветущих городов Франции», имеет звание Европейского лауреата 2001 года, получил «Национальный приз» в 2002 году и «Национальный Гран-при» в 2007 году. Общественные сады и парки Лиможа занимают 2,4 % общей территории города.

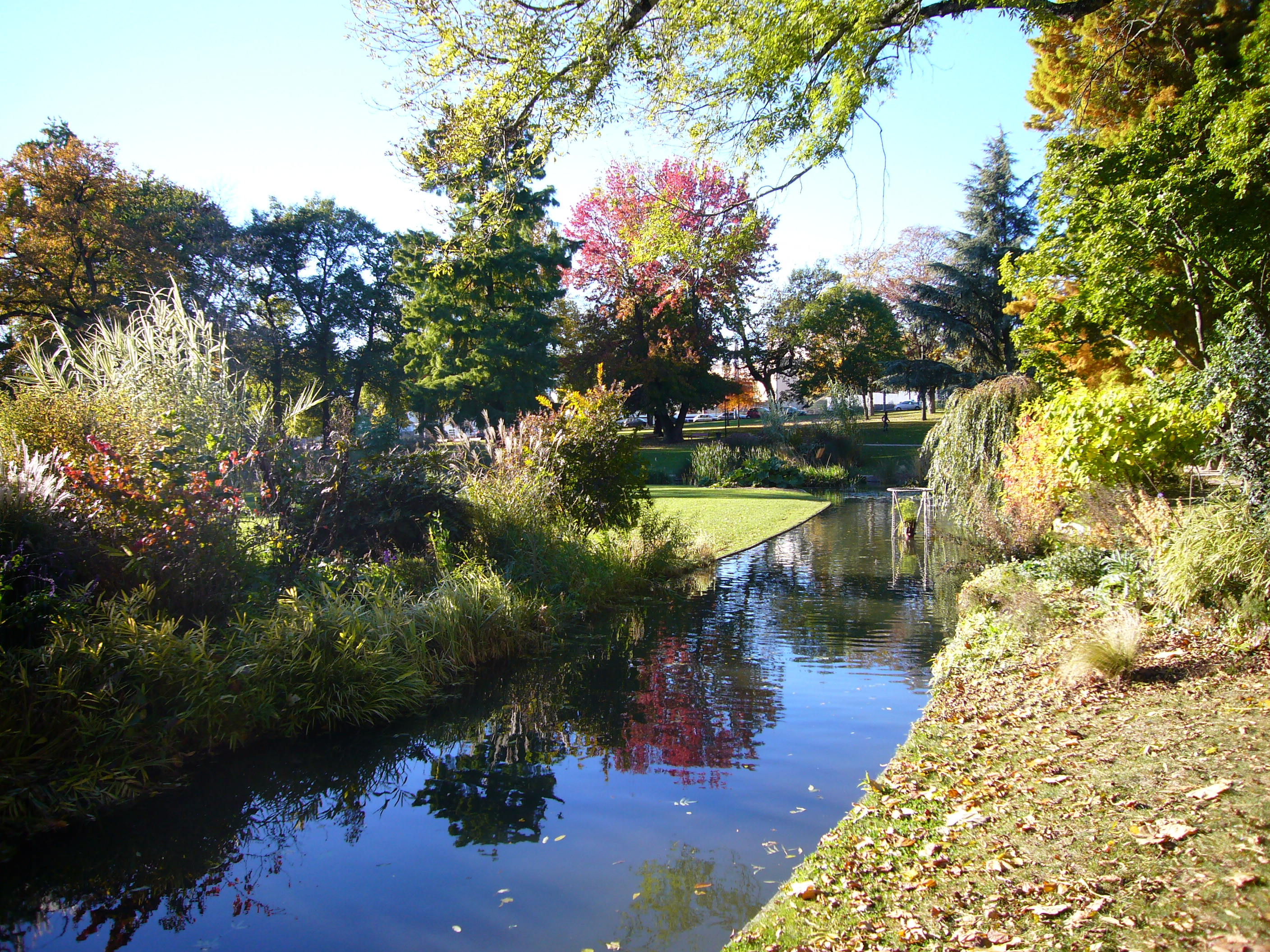
Парк Виктора Тюийя

Самым старинным является Сад Орсе. Созданный в XVIII веке управляющим мясной лавки Орсе в западной части городского центра, сад разбит над остатками древнего римского амфитеатра на площади 1,8 гектаров. В 1777 году было начато сооружение Епископских садов, которые должны были украсить дворец лиможских епископов (сейчас в нём музей). На четырёх гектарах территории, прилегающей к Епархиальному музею, находятся ботанический сад, регулярный парк и детский парк.
Парк «Июльское поле» расположен возле Вокзала Бенедиктинцев. Имея площадь в 4 гектара, он был создан в XIX веке в качестве площадки для военных манёвров. Его имя возникло из-за смешения названий «Марсово поле» и «Июльская монархия». Парк декорирован многочисленными статуями. На этом месте стали устраивать выставки и ярмарки, которые прежде проводились в саду Орсе.
Парк Виктора Тюийя, названный в честь муниципального советника, изначально являлся садом имения Grange-Garat, а в 1960-х годах стал доступен широкой публике. Раскинувшись на площади в 3,7 гектара, в рабочем квартале к северо-западу от центра города, парк предлагает своим посетителям ручей в английском стиле, коллекцию многолетних растений, цветущие партеры, а также примечательные деревья.
В числе зелёных зон города также достойны упоминания недавно восстановленный Сквер эмалировщиков, площадь place François-Roosevelt (зелёная зона на плиточном мощении), а также сад национального музея Адриана Дюбуша.
Остальные зелёные зоны, появившиеся относительно недавно, возникли вследствие расширения городской территории во второй половине XX века. Примером может служить парк Aurence, занимающий примерно 40 гектаров между Кузе и Лиможем.
360 деревьев коммуны классифицированы в 1995 году как примечательные деревья.
Также в Лиможе насчитывается множество частных садов, некоторые из них открыты для посещения регулярно, а некоторые по особым датам. Среди частных садов можно назвать сад jardin du Poudrier, на месте жилища XVIII века, а также парк parc des Essarts, в живописной долине реки Мазель.

### Культурная жизнь
В Лиможе находится несколько музеев, самыми важными из которых являются национальный музей фарфора Адриана Дюбуше, в котором представлено несколько коллекций фарфора, фаянса, керамических и стеклянных изделий, а также гончарные изделия; и Художественный музей во Дворце епископов, который ежегодно посещает свыше 70000 человек, и в котором представлена одна из наиболее крупных и ценных экспозиций эмали в мире. Музей Сопротивления в Лиможе представляет на площади 1400 квадратных метров исторические факты Второй мировой войны, делая акцент на события Сопротивления, оккупации и депортации на территории Верхней Вьенны.
В этом ряду также находится Традиционный дом мясника, вместе со своим магазином, кухней, скотобойней, рабочим залом и сушилкой на чердаке, который даёт возможность познакомиться с лимузенскими гастрономическими традициями.
Опера Лиможа, входящая в Объединение оперных театров Франции, ежегодно предлагает зрителям сезон музыкальных постановок (оперы, комические оперы, оперетты), балетных спектаклей, симфонических концертов и камерной музыки, а также вечера лирического пения. Оркестр оперы, Оркестр Лиможа и Лимузена, каждый год предлагает несколько симфонических программ, которые также исполняются в гастрольных поездках по Лимузену. Образованием по классам драматического искусства, танцам и музыки занимается региональная консерватория Лиможа.
С открытием в марте 2007 года Лиможского Зенита, сооружённого под руководством архитектора Бернара Чуми, город получил новый концертный зал, вмещающий 6000 зрителей. В нём устраиваются почти все представления, спектакли и большие концерты.

## Города-побратимы
- Гродно, Белоруссия (1982)
- Пльзень, Чехия (1987)
- Фюрт, Германия (1992)
- Шарлотт, США (1992)
- Сето, Япония (2003)